# Odyneropsis gertschi
Odyneropsis gertschi là một loài Hymenoptera trong họ Apidae. Loài này được Michener mô tả khoa học năm 1954.